# Monsieur Hatif
Monsieur Hatif sinónimo: Early Orleans, es una variedad cultivar de ciruelo (Prunus domestica), de las denominadas ciruelas europeas. Una variedad de ciruela conocida desde 1600, a la cual se le otorgó el nombre "Monsieur" en honor a Philippe d'Orléans, hermano de Luis XIV.
Las frutas tienen una talla de tamaño mediano, de forma redondeada oval, su piel presenta color  rojo opaco a púrpura oscuro en el lado soleado, púrpura rojizo a púrpura brillante claro en el lado oscuro y cubierto con una pruina blanca azulada, finamente salpicado de puntos grises, y a veces, algunos puntos de "ruginoso"/"russetting", y su pulpa es de color amarillo verdoso pálido a amarillo dorado, textura bastante firme, muy jugosa, y de un sabor moderadamente dulce muy agradable.

## Sinonimia
- "Early Orleans"
- "Amelie Violette",
- "Altesse Blanche",
- "Blauwe Franse Wijnpruim",
- "Blauwe Reine Claude",
- "Blauwe Wijnpruim",
- "Blue Gage",
- "Brignole Violet",
- "Brioolpruim",
- "du Roi",
- "Grimwood Early Orleans",
- "Franse Blauwe",
- "Hampton Court",
- "Herrn Pflauem",
- "Monsieur Hâtif de Montmorency",
- "Monsieur Violet",
- "Morin Hative ou Precoce",
- "New Orleans",
- "Pauzen",
- "Perzikpruim",
- "Orleans",
- "Prune Monsieur (violet)",
- "Prune d’Orleans",
- "Red Orleans",
- "Violette Blauwe Pruim",
- "Vroege Blauwe",
- "Vroege Blauwe"
- "Wijnpruim",
- "Vroege Orleans Wilmot’s Early",
- "Wilmot’s Orleans",
- "Wijnpruim".

## Historia
'Monsieur Hatif' es una variedad de ciruela conocida desde 1600, a la cual se le otorgó el nombre "Monsieur" en honor a Philippe d'Orléans, hermano de Luis XIV. En Inglaterra era conocida desde hace unos 300 años con el nombre de 'Early Orleans'.
'Monsieur Hatif' se cultiva en la National Fruit Collection con el número de accesión: 1945 - 075 y nombre de accesión : Monsieur Hatif. El espécimen fue recibido en el «National Fruit Trials» (Probatorio Nacional de Frutas) en 1945 procedente de Hertfordshire.

## Características
'Monsieur Hatif' árbol crece fuertemente, forma una copa esférica con ramas colgantes bastante pesadas y fructifica bastante tarde ya veces moderadamente. Los árboles jóvenes, en particular, tienen un mal rendimiento. Podar las ramas caídas en particular para mantener el árbol fértil por dentro. Parece haber dos tipos, uno de los cuales es mucho más fértil que el otro, que tiene años alternos de producción. Tiene un tiempo de floración que comienza a partir del 14 de abril con el 10% de floración, para el 19 de abril tiene una floración completa (80%), y para el 29 de abril tiene un 90% de caída de pétalos.
'Monsieur Hatif' tiene una talla de tamaño mediano, de forma redondeada oval, bastante regular, con peso promedio de 28.70 g, sutura delgada y poco profunda;epidermis tiene una piel fuerte y ácida, presenta color rojo opaco a púrpura oscuro en el lado soleado, púrpura rojizo a púrpura brillante claro en el lado oscuro y cubierto con una pruina blanca azulada, finamente salpicado de puntos grises, y a veces, algunos puntos de "ruginoso"/"russetting"; pedúnculo de longitud media, delgado, ligeramente piloso, de longitud media de 13.88 mm; pulpa de color amarillo verdoso pálido a amarillo dorado, textura bastante firme, muy jugosa, y de un sabor moderadamente dulce muy agradable.
Hueso está suelto.
Su tiempo de recogida de cosecha se inicia en su maduración en la segunda quincena de agosto. Las frutas tienen una vida útil corta. Los frutos se agrietan cuando llueve.

## Usos
Se utiliza para su consumo en fresco, y muy apropiada en usos culinarios.